# 릉한산성
릉한산성(표준어: 능한산성, 凌漢山城)은 조선민주주의인민공화국 지정 국보 제61호로, 평안북도 곽산군 곽산읍 릉한산에 위치한다.

## 구조
고구려 시대에 축성되었다. 성벽은 4각추 형태로 다듬은 돌을 벽돌 쌓듯이 쌓았다. 사방에 각각 성문을 두었으며, 정문격인 남문에는 홍예문을 냈다. 각 성문에는 옹성을 쌓았고, 여장을 둘렀다. 또 성문 안에는 사방에 장대를 두었고, 북쪽에는 비밀리에 통행할 수 있는 암문을 냈다. 정묘호란 당시 후금의 군대와 조선의 군대가 이곳에서 전투를 치뤘다.

## 같이 보기
- 정묘호란